# Crampon (héraldique)
Pour les articles homonymes, voir Crampon.

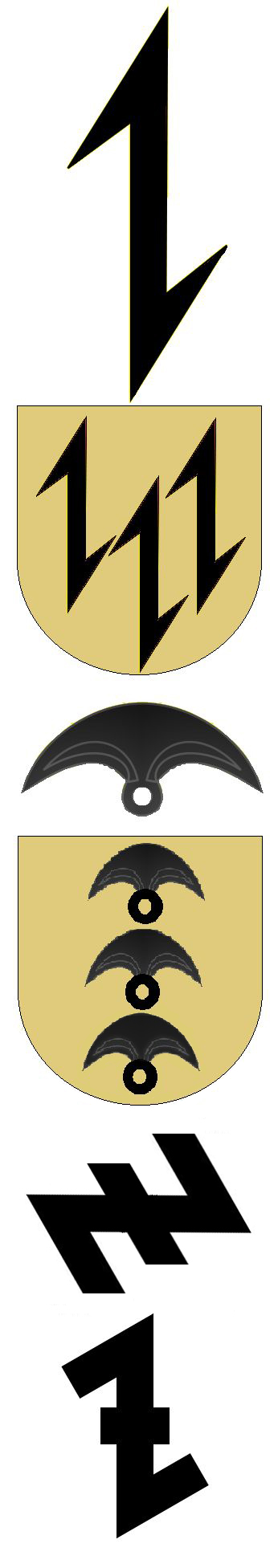
Différents modèles de crampons ou Wolfsangel.

Le crampon (en allemand : Wolfsangel, litt. crochet de loup) est une charge héraldique en Allemagne et dans les régions de tradition germanique de l'Est de la France. Ce symbole, utilisé depuis l'époque médiévale, est traditionnel dans ces régions, et dépourvu de tout fondement idéologique dans ces dernières. Il se trouve encore dans des blasons municipaux, sur les bornes forestières ou les façades des maisons anciennes. Au XXe siècle, il a également été repris par des unités nazies,, notamment la 2e division SS Das Reich ayant incorporé de force des Alsaciens et des Mosellans.

## Héraldique
Le crampon, avec ou sans traverse, figure sur de nombreuses armes de communes allemandes et de l'Est de la France. Il représente à l'origine une pièce de métal utilisée lors des sièges par les assaillants pour fixer les échelles contre les enceintes. Il peut être orienté de différentes façons.

Blason de Wolxheim
Blason de Wolfisheim
Wolfsangel (armes de Katzweiler)
Wolfsangel avec traverse (armes de Idar-Oberstein)
Wolfsangel avec traverse (armes de Oestrich-Winkel)
Wolfsangel avec lion du Palatinat (armes de Mannheim)
Wolfsangel sous rose d'argent (armes de Dernbach)
Wolfsangel (armes de Bornheim (Francfort-sur-le-Main))

## Symbole d'extrême-droite
Dans les années 1930, la Wolfsangel, proche de la rune Eihwaz, est utilisée comme symbole par différentes organisations d'extrême droite et nazies : la Jungmannschaft alsacienne de Hermann Bickler, le Mouvement national-socialiste aux Pays-Bas, les adjudants de la jeunesse hitlérienne ainsi que plusieurs unités SA et SS (en particulier les unités Feldherrnhalle et néerlandaises). Il est également repris par les unités Werwolf. Son utilisation dans ce contexte est interdite en Allemagne par l'article 86a du code pénal allemand.

2e Division SS Das Reich